# Jazbina (Chorwacja)
Jazbina – wieś w Chorwacji, w żupanii krapińsko-zagorskiej, w gminie Desinić. W 2011 roku liczyła 36 mieszkańców.